# Unter Verdacht: Ein Richter
Ein Richter ist ein deutscher Fernsehfilm von Martin Weinhart aus dem Jahr 2015. Es handelt sich um die vierundzwanzigste Episode der ZDF-Kriminalfilmreihe Unter Verdacht mit Senta Berger als Dr. Eva Maria Prohacek in der Hauptrolle.

## Handlung
Carola Kern ist zu Hause wiederholt Opfer von Häuslicher Gewalt durch ihren Freund Theo geworden. Als sie sich schließlich mit einem Küchenmesser zur Wehr setzen möchte, zeigt Theo sie an. Carola leugnet ihre Tat nicht und nennt den Beamten ihre Beweggründe. Beim Gerichtsverfahren trifft sie wieder einmal auf den Richter Dr. Koller, der sich schon damals für die gegnerische Partei starkmachte, als Carola mit Säure angegriffen wurde. In der Kantine des Gerichts greift sie völlig unkontrolliert den Richter an, was Kriminalrätin Dr. Eva Maria Prohacek beobachten konnte. Entgegen der Anweisung ihres Vorgesetzten Dr. Claus Reiter ermittelt sie gegen den Richter, der wiederholt inhumane Urteile gegen Frauen fällte. Tatsächlich zeigt sich, dass Dr. Koller eine psychische Erkrankung verschweigt.

## Hintergrund
Der Film wurde vom 9. September 2014 bis zum 11. Oktober 2014 in München und Umgebung gedreht. Die Folge wurde am 23. Oktober 2015 um 20:15 Uhr auf arte erstausgestrahlt.

## Kritik
Die Kritiker der Fernsehzeitschrift TV Spielfilm vergaben dem Film die bestmögliche Wertung, sie zeigten mit dem Daumen nach oben. Sie konstatierten: „Trotz Ungereimtheiten mitreißend“.
Oliver Armknecht äußerte sich auf film-rezensionen.de kritischer und vergab lediglich 5 von 10 Punkten. So lobte er zwar das wichtige Thema und die Schauspieler, bemängelte aber, dass die Geschichte auf absurde und plumpe Weise eskaliere, anstatt in die Tiefe zu gehen.